# 克里斯蒂娜·布德里亚
克里斯蒂娜·布德里亚（法語：Christine Boudrias，1972年9月3日—），加拿大女子短道速滑运动员。她曾代表加拿大参加1994年和1998年冬季奥林匹克运动会短道速滑比赛，获得一枚银牌和一枚铜牌。